# Galácticos (Real Madrid)

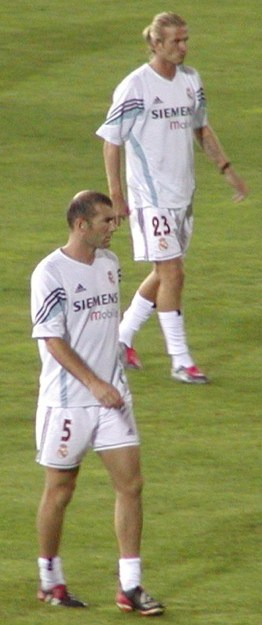
Zidane e Beckham, dois dos chamados galácticos.

Galácticos (ou estrelas) é um termo em espanhol usado nos últimos anos para denominar os jogadores mundialmente famosos adquiridos pelo Real Madrid.  O termo começou a ser utilizado durante o primeiro mandato do então presidente do clube Florentino Pérez, que comprava pelo menos um galáctico a cada ano. Galácticos pode ser tanto a política de transferência adotada por ele, quanto os jogadores que eram comprados por meio dela. Todo esse investimento em contratações custou mais de £1 bilhão ao Real Madrid em apenas 10 anos, e ainda assim não trouxe todos os resultados desejados.
O termo em si carrega significados tanto negativos quanto positivos. Inicialmente, foi utilizado para enfatizar a grandeza dos jogadores e o esforço em construir uma equipe de classe mundial. Depois, começou a ter um significado mais pejorativo, utilizado para ridicularizar a política que falhou em conquistar os títulos desejados, já que na época o rival Barcelona dominava a Espanha.

## Primeira eragaláctica
A primeira era galáctica, durante o primeiro mandato do presidente Florentino Pérez, começou com a contratação de Luís Figo em 2000 e terminou com a saída de David Beckham no verão de 2007. Os principais galácticos eram:
- Roberto Carlos (€ 6 milhões, vindo da Internazionale) - contratado em 1996;
- Luís Figo (€ 61 milhões, vindo do Barcelona) - contratado em 2000;
- Zinédine Zidane (€ 75 milhões, vindo da Juventus) - contratado em 2001;
- Ronaldo (€ 45 milhões, vindo da Internazionale) - contratado em 2002;
- David Beckham (€ 35 milhões, vindo do Manchester United) - contratado em 2003;
- Michael Owen (€ 12 milhões, vindo do Liverpool) - contratado em 2004;
- Sergio Ramos (€ 27 milhões, vindo do Sevilla) - contratado em 2005;
- Júlio Baptista (€ 25 milhões, vindo do Sevilla) - contratado em 2005;
- Robinho (€ 25 milhões, vindo do Santos) - contratado em 2005;
- Antonio Cassano (€ 24 milhões, vindo da Roma) - contratado em 2006;
- Raúl González (revelado pelo clube);
- Iker Casillas (revelado pelo clube).

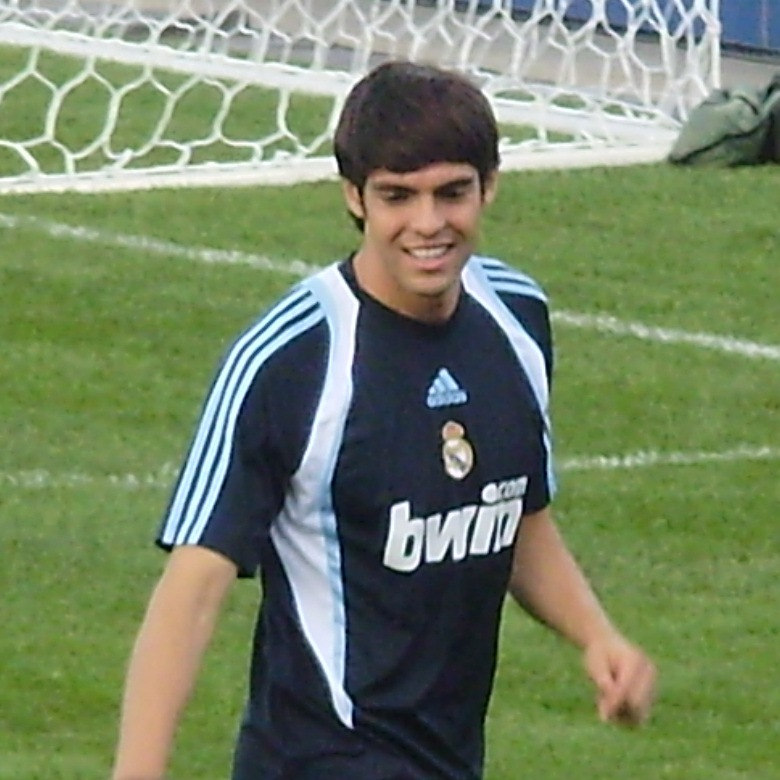
Kaká, um dos galácticos da segunda era.

## Segunda eragaláctica
A segunda era galática iniciou com o retorno de Florentino Pérez à presidência do Real Madrid e também com a contratação do técnico José Mourinho, vindo da Internazionale. Após permanecer na equipe por três temporadas, o português deu lugar ao italiano Carlo Ancelotti, campeão da Liga dos Campeões de 2013–14. Depois de não conseguir conquistar títulos na temporada 2014–15 e ver o rival Barcelona brilhar, Ancelotti deu lugar ao espanhol Rafa Benítez que teve uma breve e péssima passagem, sendo demitido e substituído pelo francês Zidane. O ídolo e ex-craque merengue foi o comandante de uma das eras mais vitoriosas do Real, na qual o clube conquistou três (2016, 2017 e 2018) Ligas dos Campeões consecutivas.
Principais jogadores da segunda era galática:
- Cristiano Ronaldo (€ 93 milhões, vindo do Manchester United) - contratado em 2009;
- Kaká (€ 65 milhões, vindo do Milan) - contratado em 2009;
- Karim Benzema (€ 35 milhões, vindo do Lyon) - contratado em 2009;
- Xabi Alonso (€ 34 milhões, vindo do Liverpool) - contratado em 2009;
- Ángel Di María (€ 23 milhões, vindo do Benfica) - contratado em 2010;
- Mesut Özil (€ 15 milhões, vindo do Werder Bremen) - contratado em 2010
- Luka Modrić (€ 42 milhões, vindo do Tottenham) - contratado em 2012;
- Isco (€ 30 milhões, vindo do Málaga) - contratado em 2013;
- Gareth Bale (€ 100 milhões, vindo do Tottenham) - contratado em 2013;
- Toni Kroos (€ 30 milhões, vindo do Bayern de Munique) - contratado em 2014;
- James Rodríguez (€ 80 milhões, vindo do Mônaco) - contratado em 2014.

## NovosGalácticos
Após a Copa do Mundo de 2014, o Real Madrid retornou ao centro das atenções, antes por causa da conquista da Liga dos Campeões 2013–14 e agora por causa de suas grandes contratações. Primeiro o clube espanhol anunciou como novo reforço o alemão Toni Kroos, destaque do Bayern de Munique. O meia fez uma excelente Copa do Mundo, sendo um dos principais destaques da Alemanha campeã da Copa.
Em seguida o Real Madrid fez outra contratação de peso anunciando o meia-atacante James Rodriguez, do Monaco, principal jogador da Seleção da Colômbia. Mesmo com a sua seleção eliminada nas quartas de final, James conseguiu ser o artilheiro da Copa com seis gols, e foi o grande destaque individual da competição.

## Lendas do Real Madrid
O Real Madrid sempre teve elencos milionários e jogadores de alto nível, pois a mentalidade do clube sempre foi se superar e não ser apenas o melhor time da Europa, como também o melhor time do mundo.

### Alfredo Di Stéfano
Alfredo Di Stéfano foi um grande ídolo da torcida merengue. Como jogador, atuou 11 anos com a camisa do Real Madrid, e durante 4 anos foi técnico dos blancos. Marcou 307 gols pelo clube da capital espanhola e já atuou por três seleções nacionais diferentes. O famoso "La Saeta Rubia" ou "Don Alfredo", como foi apelidado, faleceu no dia 7 de julho de 2014, em Madri.

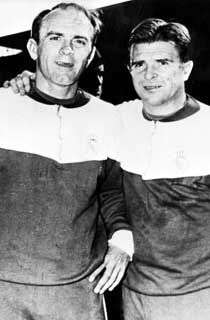
Alfredo Di Stéfano e Ferenc Puskás, ambos ídolos do Real Madrid.

### Ferenc Puskás
Ferenc Puskás foi outro ídolo do Real Madrid. Jogou 180 jogos e marcou 156 gols pelo clube merengue, No dia 20 de outubro de 2009, a FIFA criou o Prêmio FIFA Ferenc Puskás, que premia o jogador(a) que marcou o gol mais bonito do ano. Puskás jogou por duas seleções diferentes, e era grande amigo de Alfredo Di Stéfano. Faleceu em 17 de novembro de 2006, em Budapeste, na Hungria.

### David Beckham
David Beckham é um ex-jogador de futebol inglês. Atuou em 153 partidas pelo Real Madrid e marcou 19 gols, fez parte dos Galácticos e se aposentou em 2013, no Paris Saint Germain. Devido a grande concorrência no meio-campo da equipe merengue, não conseguiu ser protagonista como foi no Manchester United, seu ex-clube, mas ainda assim se destacou pelas suas magníficas cobranças de falta, sejam de grande distância ou próximo ao gol, as brilhantes assistências para os companheiros, os passes precisos e os gols de fora da área.

### Raúl González
Ex-jogador do Real Madrid, ficou 18 anos no clube madridista, contando as categorias de base. Grande ídolo da torcida, Raúl Gonzalez disputou 741 partidas e durante muito tempo foi o maior artilheiro da história do clube com 323 gols, feito ultrapassado por Cristiano Ronaldo em 2015. Em 2010 se transferiu para o Schalke 04, da Alemanha. Raúl é conhecido por ser o terceiro maior artilheiro da história da Liga dos Campeões da Europa, tendo marcado 75 gols na competição.

### Ronaldo Fenômeno
O ex-atacante Ronaldo, que já havia sido melhor do mundo e tinha brilhado em clubes como Barcelona e Inter de Milão, chegou ao Real Madrid em 2002, após ser campeão e destaque da Seleção Brasileira na Copa do Mundo. Pelo clube merengue, Ronaldo disputou 177 partidas e marcou 104 gols. Saiu em 2007 quando se transferiu para o Milan.

### Cristiano Ronaldo
Revelado no Sporting, o português Cristiano Ronaldo veio do Manchester United em 2009 como a contratação mais cara do futebol, ultrapassou Raúl e se tornou o maior artilheiro da história do Real Madrid. Conquistou quatro (2014, 2016, 2017 e 2018) Liga dos Campeões pela equipe merengue e foi eleito melhor do mundo mais quatro vezes, além de ter ganhado diversos outros títulos e recordes individuais. Em 2018 transferiu-se para a Juventus.